# Cthugha
Cthugha, även kallad "Den levande lågan" (The Living Flame) och "Den brinnande" (The Burning One), är en fiktiv gudalik varelse skapad av August Derleth.
Cthugha är en av de stora äldre (Great Old Ones) i Cthulhu-mytologin. Varelsen liknar ett enormt eldklot som tjänas av glödvarelserna (Flame Creatures of Cthugha). Aphoom-Zhah är varelsens avkomma, vilket troligtvis även eldvampyrernas herre Fthaggua är.
Cthugha beskrevs första gången i Derleths korta berättelse "The House on Curwen Street" (1944). I "The Dweller in Darkness" (1944), också av Derleth, försöker berättelsens protagonister åkalla Cthugha för att driva ut en av Nyarlathoteps avatarer från en skog i Kanada. Om åkallan inte görs på korrekt sätt kan Yomagn'tho åkallas istället.